# CEIBA Intercontinental
CEIBA Intercontinental ist die nationale Fluggesellschaft Äquatorialguineas mit Sitz in Malabo und Basis auf dem Flughafen Malabo.

## Geschichte

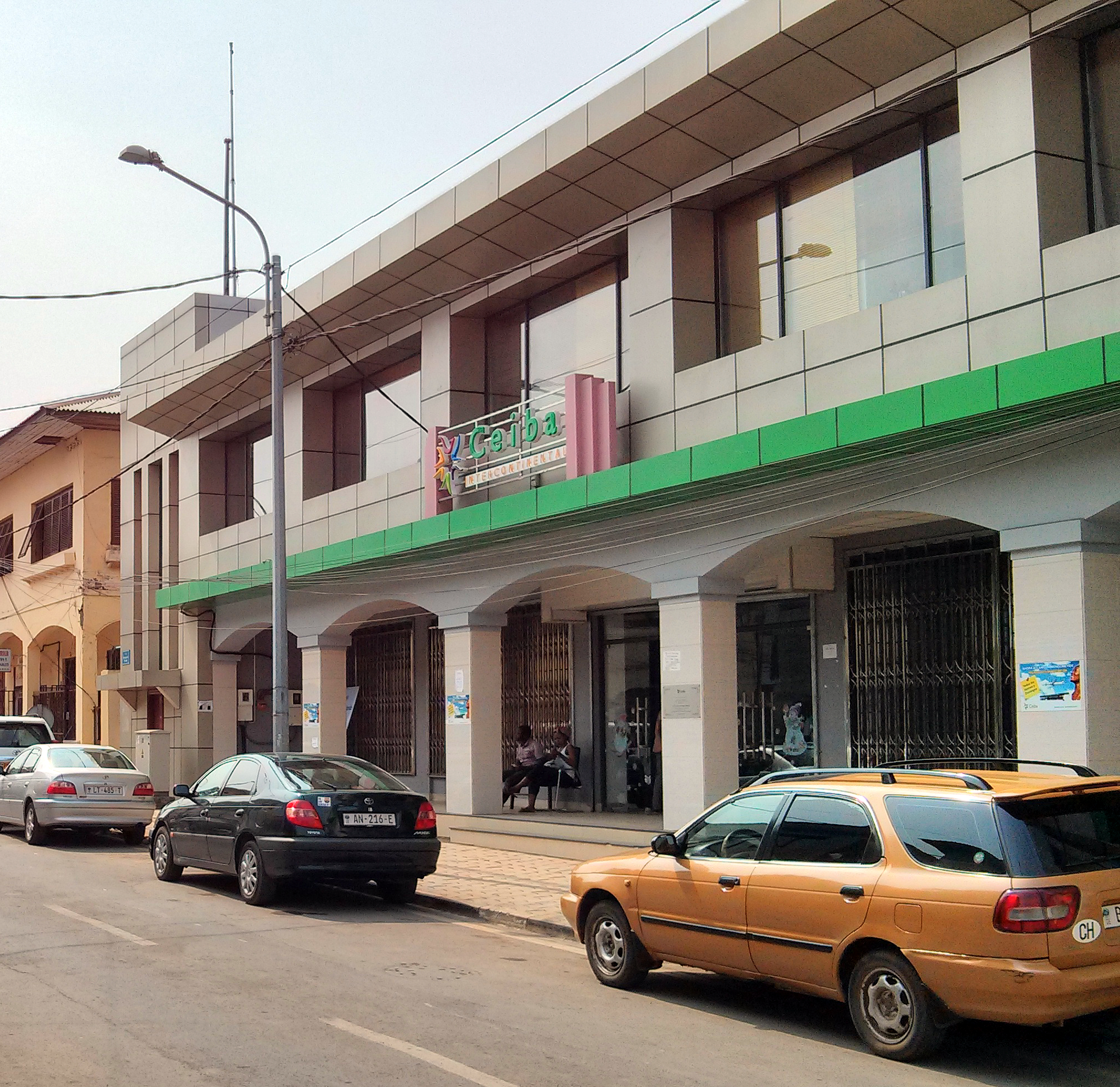
Verwaltungsgebäude der CEIBA Intercontinental in Malabo

CEIBA Intercontinental wurde im Jahr 2007 als Nachfolgeunternehmen der Ecuato Guineana de Aviacion gegründet. Sie steht wie alle Airlines des Landes derzeit auf der Liste der Betriebsuntersagungen für den Luftraum der Europäischen Union. Ausgenommen von diesem Verbot sind die durch die portugiesische White Airways betriebene Boeing 777-200LR sowie eine Boeing 737-800. Der CEO der Fluggesellschaft ist Santiago Nsobeya Efuman Nchama, ein Minister der Regierung von Äquatorialguinea.

## Flugziele
CEIBA Intercontinental führt im Inland insbesondere Flüge zwischen der Hauptstadt Malabo auf der Insel Bioko sowie Bata auf dem Festland durch. Außerdem werden regionale Ziele wie Douala in Kamerun und Bangui in der Zentralafrikanischen Republik angeflogen.

## Flotte

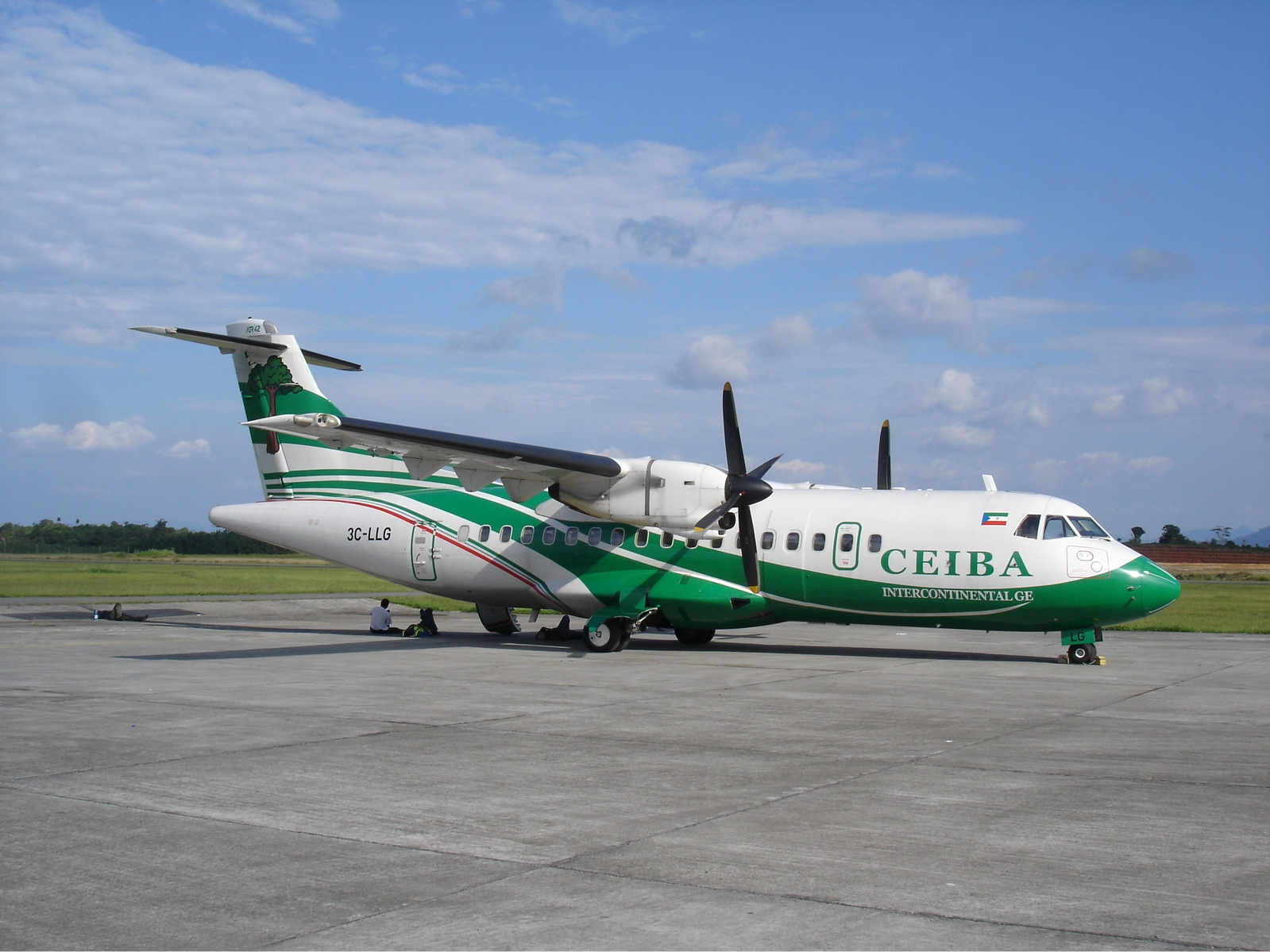
ATR 42-500 der CEIBA Intercontinental

Mit Stand Mai 2022 besteht die Flotte der CEIBA Intercontinental aus neun Flugzeugen mit einem Durchschnittsalter von 14,5 Jahren:
| Flugzeugtyp      | Anzahl | bestellt | Anmerkungen                                                               |
| ---------------- | ------ | -------- | ------------------------------------------------------------------------- |
| ATR 42-300       | 1      |          |                                                                           |
| ATR 42-500       | 1      |          |                                                                           |
| ATR 72-500       | 2      |          | eine inaktiv                                                              |
| Boeing 737-800   | 3      |          | eine inaktiv; mit Winglets ausgestattet; eine betrieben von White Airways |
| Boeing 767-300ER | 1      |          | betrieben für die Regierung Äquatorialguineas                             |
| Boeing 777-200   | 1      |          | betrieben für die Regierung Äquatorialguineas                             |
| Gesamt           | 9      | –        |                                                                           |

### Ehemalige Flotte
- Boeing 777-200LR

## Zwischenfälle
Am 5. September 2015 kollidierte eine Boeing 737-800 der CEIBA Intercontinental (3C-LLY) in der Luft mit einem Sanitätsflugzeug. Die 737 konnte sicher landen, das Sanitätsflugzeug stürzte ab. Alle Insassen in diesem kamen ums Leben (siehe auch Ceiba-Intercontinental-Airlines-Flug 71).